# Кузаков Андрій Олександрович
Андрій Олександрович Кузаков — український оглядач, воєнний журналіст. Кавалер ордена «За заслуги» III ступеня (2022).

## Життєпис
Робив репортажі з гарячих точок Ліберії, Азербайджану, України. У 2014 році став воєнним кореспондентом.
З лютого 2022 року разом із своїми операторами висвітлює руйнівні наслідки повномасштабного російського вторгнення.

## Нагороди
- орден «За заслуги» III ступеня (6 червня 2022) — за вагомий особистий внесок у розвиток вітчизняної журналістики та інформаційної сфери, мужність і самовідданість, виявлені під час висвітлення подій повномасштабного вторгнення Російської Федерації на територію України, багаторічну сумлінну працю та високу професійну майстерність[2].